# Svetlana Savić (kompozitorka)
Svetlana Savić (Beograd, 1971) je srpska kompozitorka savremene klasične muzike i redovni profesor na Katedri za kompoziciju Fakulteta muzičke umetnosti u Beogradu.

## Biografija
Svetlana Savić je diplomirala kompoziciju 1998. godine na Fakulteta muzičke umetnosti u Beogradu u klasi Srđana Hofmana, gde je i magistrirala 2006. godine u klasi Zorana Erića, i doktorirala 2014. godine sa kompozicijom „Soneti, za ženski glas, violončelo, klavir i elektroniku“, pod mentorstvom Srđana Hofmana. Kao profesor na Katedri za kompoziciju i orkestraciju Fakulteta muzičke umetnosti u Beogradu radi od 1999. godine, a kao vanredni profesor od 2015. godine. Od 2011. godine godine predaje na Interdisciplinarnim studijama Univerziteta Umetnosti u Beogradu. Između 2015. i 2021. bila je šefica Katerde za kompoziciju i orkestarciju, na toj ustanovi, između 2019. i 2021. bila je predsednica Saveta Univerziteta umetnosti u Beogradu, a od 2021. je članica Upravnog odbora Udruženja kompozitora Srbije.Od 2021. godine je i šef Tonskog studija na FMU.
Tokom studija Svetlana je osvojila dve nagrade za studentsko ostvarenje 1996. i 1997. godine na Međunarodnoj tribini kompozitora i nagradu iz fonda „Vasilije Mokranjac” 2001. godine. Za kompoziciju ”Zarobljena” za ženski hor i elektroniku dobila je Mokranjčevu nagradu 2014. godine. Godine  2004. komponovala je i delo pod nazivom Re-verzije kao porudžbinu festivala BEMUS. Sarađivala je sa renomiranim orkestrima, ansamblima i izvođačima kao što su  Simfonijski orkestar RTS, Beogradska Filharmonija, Akademski hor „Collegium musicum”, BGO „Dušan Skovran“, Ansambl za novu muziku, Gudači Svetog Đorđa, Ansambl „Gradilište”, Ansambl ”Metamorphosis”, trio „Pokret” i drugi. Njene kompozicije su izvođene na festivalima i koncertima u Srbiji, Bosni i Hercegovini, Sjedinjenim Američkim Državama, Rusiji, Japanu, Izraelu, Austriji, Litvaniji, Južnoafričkoj republici.

## Umetnički stil
Stil Svetlane Savić pripada postmodernim tokovima, s tim što nju prevashodno zanimaju istorijski moderni pokreti i avangardni proboji 20. veka. Dakle, njena muzika počiva na ponovnom čitanju i tumačenju modernizama, uz koje ide i urbani zvuk njene generacije, progresivni pop i fuzije roka, džeza i improvizovane muzike. Jedan je od ređih domaćih autora koji predano neguje afinitet ka elektronskom zvuku, odnosno ka digitalno generisanoj muzici. Svetlana istražuje vanmuzičku metaforičnost i narativnost kao i izbor „postmodernog modernizma“ za poetsko ishodište. Ona često kombinuje elektronske zvukove uživo ili sa trake i klasične instrumente ili glas te afirmiše stav da muzika može i treba da se sluša i bez toga da njen konzument mora da uvek vidi i prepozna tradicionalni izvor zvuka.
U svom kompozicionom postupku autorka postojeće ili dorađene zvučne uzorke segmentuje, rasparčava i kroji, pa na nov način nadovezuje, preklapa ili superponira. Ovako presloženi komadi muzike već po sebi imaju veoma različit nivo percepcije i prepoznavanja: neki su veran otisak prirode, neki samo tako zvuče, a zapravo su digitalnog porekla, neki od njih su više, a neki manje softverski izmenjeni, dok su neki potpuno apstraktni, samo muzici prirođeni i pripadaju joj u skladu sa njenim, muzičkim, svetom ideja i izražavanja. Kada se kao osnova za svo to jezičko i značenjsko izobilje uzmu stihovi savremene poezije, onda se dobije ostvarenje koje, kao semantička stuktura, eksponencijalno nadilazi svoje ionako složene činioce, a slušaoca uvodi u zvučni doživljaj koji mu može pružiti najraznovrsnije putokaze za vlastite intelektualno-akustičke spoznaje. 

## Najznačajnija dela
- Re-verzije za nonet[6]
- Sirota, tužna Don Huanova kći za soliste, ženski hor i elektroniku
- Quincunx za gudački orkestar
- Sustineo i Ekstraverzije za simfonijski orkestar
- Pesme o zvezdama za ženski hor i kamerni orkestar
- Zarobljena, za ženski hor i elektroniku
- Soneti, za ženski glas, violončelo, klavir i elektroniku[7]
- Tempo mobile za za klarinet, violinu i klavir
- Orfej u glavnom gradu za klavir i elektroniku
- Tri jesenje noći za klavir i elektroniku

## Spoljašnje veze
- Intervju za portal Srpski kompozitori Архивирано на веб-сајту  (27. фебруар 2023)